# 昆士蘭濕熱帶地區
昆士蘭濕熱帶地區（Wet Tropics of Queensland）是澳大利亞昆士蘭州西北部、屬於大分水嶺的一片熱帶雨林，面積達8,940平方（3,450平方英里）。此地因符合世界自然遺產的全部四項標準而在1988年入選。2007年5月它又成爲澳大利亞國家遺產。
這片熱帶雨林的原生開花植物密度為世界最高，在特有种的保存程度上，全世界只有馬達加斯加和新喀里多尼亞差可媲美。

## 地理

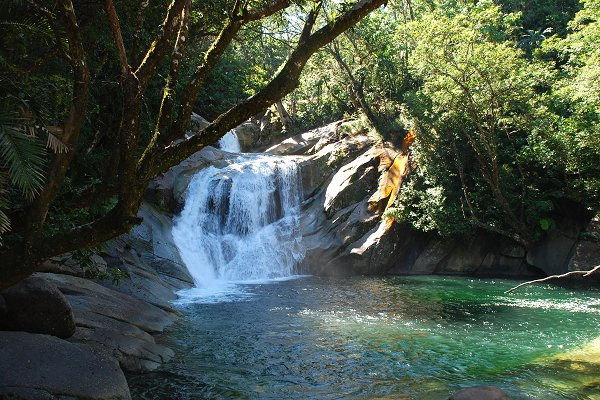
約瑟芬瀑布

昆士蘭濕熱帶地區從汤斯维尔延伸至庫克敦，與大分水嶺平行、重疊，此外也包括一些沿海山嶺及高地。其間共有16塊熱帶雨林和13條大河。澳大利亞最高的瀑布瓦拉曼瀑布和一些水壩也位于其中。

### 保護區

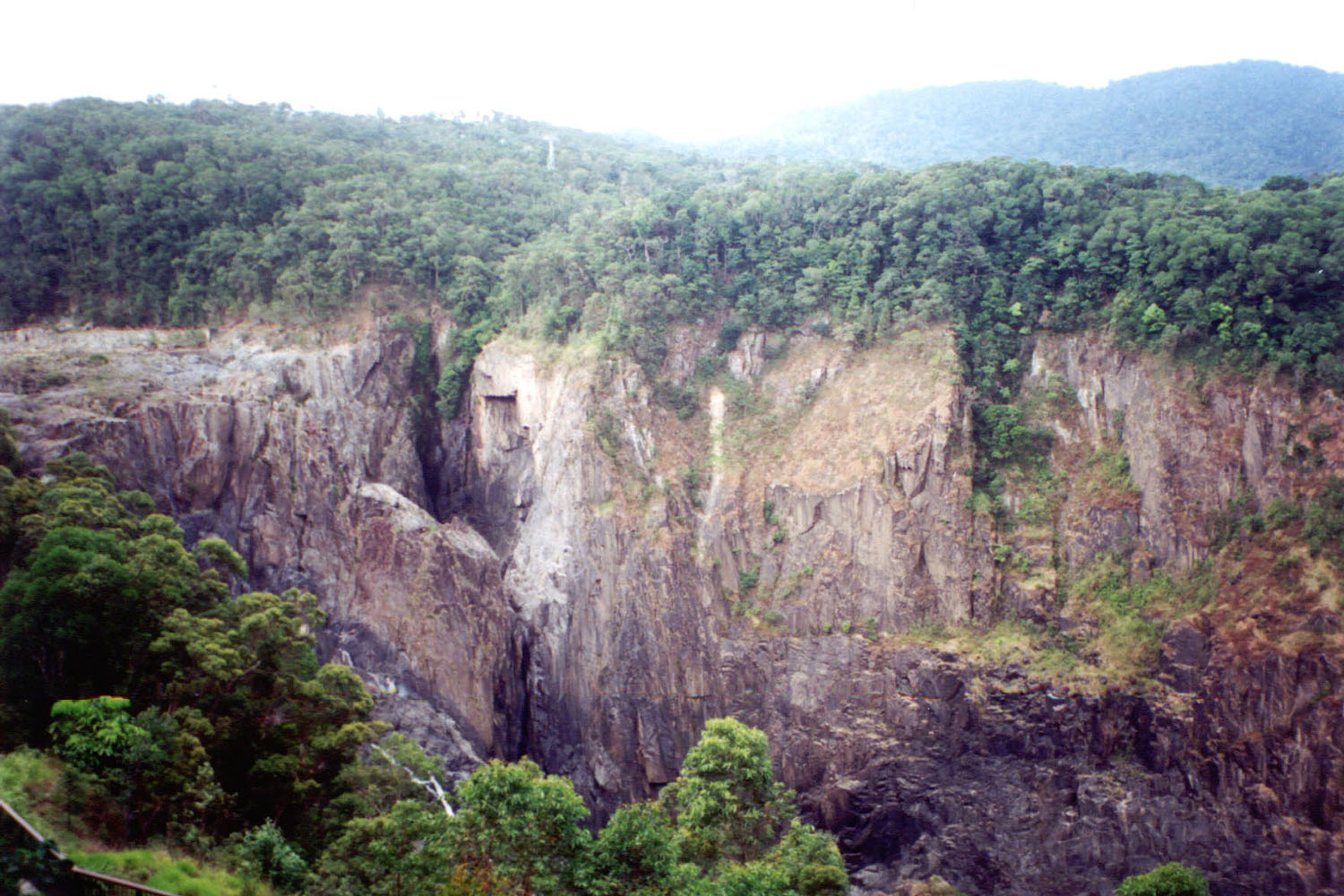
巴倫峽谷國家公園中的巴倫峽谷

昆士蘭濕熱帶地區15%的面積為受保護的國家公園，它們包括：
- 巴倫峽谷國家公園
- 黑山（矛地）國家公園
- 杉樹灣國家公園
- 丹翠國家公園
- 埃德蒙德肯尼迪國家公園
- 吉爾干國家公園
- 吉雷美國家公園
- 庫連達國家公園
- 臥如龍國家公園

此外還有700個私人所有的保護區。
1983年濕熱帶地區管理機搆（Wet Tropics Management Authority）成立，屬昆士蘭州環境和遺產部旗下，該機構專門負責保護這片區域。

## 外部連接
- Wet Tropics Management Authority webpage（页面存档备份，存于）
- World heritage listing for Wet Tropics of Queensland（页面存档备份，存于）

17°30′S 145°45′E / 17.500°S 145.750°E